# Oviri
Oviri è un film del 1986 diretto da Henning Carlsen e basato sulla vita del pittore francese Paul Gauguin.

## Riconoscimenti
- Bodil Awards
  - 1987 - Miglior Attrice non Protagonista (Sofie Gråbøl)
- Robert Festival
  - 1987 - Miglior Attrice non Protagonista (Sofie Gråbøl)